# Вольная борьба на летних Олимпийских играх 1924 — свыше 87 кг
Соревнования по вольной борьбе в рамках Олимпийских игр 1924 года в тяжёлом весе (свыше 87 килограммов) прошли в Париже с 11 по 14 июля 1924 года в Winter Velodrome. 
Для участия в соревнованиях заявились 18 спортсменов из 7 стран; участник из одной страны объявлен не явившимися, в турнире участвовали 11 человек (не более двух участников от одной страны). Самым молодым участником был Ялмар Нюстрём (20 лет), самым возрастным Тойво Похьяла (36 лет). Соревнования проводились по системе Бергваля.
В качестве условного фаворита в тяжёлом весе мог рассматриваться опытный ветеран Эрнст Нильссон, бронзовый призёр предыдущих игр и чемпион мира 1922 года, но в греко-римской борьбе. Также среди борцов были несколько участников предыдущих игр, призёры чемпионатов мира, но какого-то явного претендента на золотую медаль среди них не было.  
Но золотую медаль завоевал никому не известный американец Гарри Стил (и более того, не только неизвестный, но и борьбе научившийся по большому счёту на корабле, который плыл из США на Олимпийские игры), который выиграл у Нильссона в финале. Нильссон проиграл и в турнире за второе место, а серебряным призёром игр стал Анри Вернли. В турнире за третье место все спортсмены, имевшие право на участие, отказались от борьбы, за исключением Арчи МакДональда. МакДональд в первой же своей встрече чисто проиграл будущему чемпиону Стилу, что отправило МакДональда в турнир борцов за второе место. В том турнире МакДональд снова проиграл, уже серебряному призёру Вернли, и в результате выбыл в турнир за третье место, где он остался один и ему была вручена бронзовая награда. Таким образом борец, выступив всего в двух встречах и проиграв в обеих, стал призёром олимпийских игр. 

## Призовые места
- Гарри Стил
- Анри Вернли
- Арчи МакДональд

## Турнир за первое место
В левой колонке — победители встреч. Мелким шрифтом набраны те проигравшие, которых победители «тащат» за собой по турнирной таблице, с указанием турнира (небольшой медалью), право на участие в котором имеется у проигравшего. 

### Первый круг
| Участник 1              | Результат | Участник 2      |
| ----------------------- | --------- | --------------- |
| Анри Вернли Э. Дам      | По очкам  | Эдмон Дам       |
| Юхан Рихтгоф А. Сангуин | Туше      | Альберт Сангуин |
| Ханс Рот Х. Нюстрём     | По очкам  | Ялмар Нюстрём   |

### Четвертьфинал
| Участник 1                     | Результат | Участник 2              |
| ------------------------------ | --------- | ----------------------- |
| Анри Вернли Э. Дам, Ю. Рихтгоф | По очкам  | Юхан Рихтгоф А. Сангуин |
| Гарри Стил А. МакДональд       | Туше      | Арчи МакДональд         |
| Эрнст Нильссон Р. Фландерс     | По очкам  | Роджер Фландерс         |
| Тойво Похьяла Х. Рот           | По очкам  | Ханс Рот Х. Нюстрём     |

### Полуфинал
| Участник 1                             | Результат | Участник 2                                |
| -------------------------------------- | --------- | ----------------------------------------- |
| Гарри Стил А. МакДональд, А. Вернли    | По очкам  | Анри Вернли Э. Дам, Ю. Рихтгоф А. Сангуин |
| Эрнст Нильссон Р. Фландерс, Т. Похьяла | По очкам  | Тойво Похьяла Х. Рот Х. Нюстрём           |

### Финал
| Участник 1                                                          | Результат | Участник 2                                    |
| ------------------------------------------------------------------- | --------- | --------------------------------------------- |
| Гарри Стил А. МакДональд, А. Вернли, Э. Нильссон Э. Дам, Ю. Рихтгоф | По очкам  | Эрнст Нильссон Р. Фландерс, Т. Похьяла Х. Рот |

## Турнир за второе место

### Первый круг
| Участник 1                                  | Результат | Участник 2                             |
| ------------------------------------------- | --------- | -------------------------------------- |
| Анри Вернли Э. Дам, Ю. Рихтгоф, Э. Нильссон | По очкам  | Эрнст Нильссон Р. Фландерс, Т. Похьяла |

### Второй круг
| Участник 1                                                 | Результат | Участник 2      |
| ---------------------------------------------------------- | --------- | --------------- |
| Анри Вернли Э. Дам, Ю. Рихтгоф, Э. Нильссон, А. МакДональд | По очкам  | Арчи МакДональд |

## Турнир за третье место
Турнир за третье место не проводился, так как все борцы, имевшие право на участие в нём, отказались от турнира, за исключением Арчи МакДональда, которому и была вручена медаль.